# Episodi de I Greens in città (prima stagione)
La prima stagione della serie animata I Greens in città è stata trasmessa negli Stati Uniti su Disney Channel e in Italia su Disney XD dal 18 giugno 2018. Dal 7 gennaio 2019 viene trasmessa su Disney Channel.
| nº | Titolo originale    | Titolo italiano            | Prima TV USA     | Prima TV Italia  |
| -- | ------------------- | -------------------------- | ---------------- | ---------------- |
| 1  | Space Chicken       | Polli d'artificio          | 18 giugno 2018   | 18 giugno 2018   |
| 1  | Steak Night         | La serata bistecca         | 18 giugno 2018   | 18 giugno 2018   |
| 2  | Cricket Versus      | Il mio nome è Green        | 19 giugno 2018   | 19 giugno 2018   |
| 2  | Blue Tater          | La patata blu              | 19 giugno 2018   | 20 giugno 2018   |
| 3  | Swimming Fool       | Barcollo ma non mollo      | 20 giugno 2018   | 21 giugno 2018   |
| 3  | Tilly's Goat        | La capra di Tilly          | 20 giugno 2018   | 22 giugno 2018   |
| 4  | Cricketsitter       | Cricket sitter             | 21 giugno 2018   | 25 giugno 2018   |
| 4  | Backflip Bill       | Piroetta Bill              | 21 giugno 2018   | 26 giugno 2018   |
| 5  | Gramma's License    | Nonna a tutto gas          | 22 giugno 2018   | 18 gennaio 2019  |
| 5  | Bear Trapped        | Orsa in trappola           | 22 giugno 2018   | 18 gennaio 2019  |
| 6  | Photo Op            | La foto di famiglia        | 25 giugno 2018   | 27 giugno 2018   |
| 6  | Remy Rescue         | Salviamo Remy              | 25 giugno 2018   | 28 giugno 2018   |
| 7  | Gridlocked          | Imbottigliati              | 27 giugno 2018   | 15 gennaio 2019  |
| 7  | Mama Bird           | Tilly fa la mamma          | 27 giugno 2018   | 4 luglio 2018    |
| 8  | Welcome Home        | Avventura nella metropoli  | 2 luglio 2018    | 3 luglio 2018    |
| 8  | Raccooned           | Cacciati da casa           | 2 luglio 2018    | 2 luglio 2018    |
| 9  | Fill Bill           | Un polpo da salvare        | 9 luglio 2018    | 5 luglio 2018    |
| 9  | Critterball Crisis  | La crisi della palla pazza | 9 luglio 2018    | 6 luglio 2018    |
| 10 | Parade Day          | Il giorno della parata     | 11 luglio 2018   | 11 febbraio 2019 |
| 10 | DIY Guys            | Fai da te                  | 11 luglio 2018   | 11 febbraio 2019 |
| 11 | Gargoyle Gals       | Tipe da Gargoyle           | 16 luglio 2018   | 21 gennaio 2019  |
| 11 | Supermarket Scandal | Scandalo al supermercato   | 16 luglio 2018   | 21 gennaio 2019  |
| 12 | Barry Cuda          | Barry Cuda                 | 18 luglio 2018   | 22 gennaio 2019  |
| 12 | Suite Retreat       | Notte in hotel             | 18 luglio 2018   | 22 gennaio 2019  |
| 13 | Family Legacy       | L'eredità di famiglia      | 23 luglio 2018   | 23 gennaio 2019  |
| 13 | Paint Misbehavin    | Quadri fuori dalle regole  | 23 luglio 2018   | 23 gennaio 2019  |
| 14 | Rated Cricket       | Cinema in famiglia         | 25 luglio 2018   | 24 gennaio 2019  |
| 14 | Homeshare Hoedown   | Condi-B&B                  | 25 luglio 2018   | 24 gennaio 2019  |
| 15 | Cricket's Shoes     | Nei panni di Cricket       | 30 luglio 2018   | 25 gennaio 2019  |
| 15 | Feud Fight          | La battaglia dei pomodori  | 30 luglio 2018   | 25 gennaio 2019  |
| 16 | Breaking News       | Breaking News              | 1 agosto 2018    | 28 gennaio 2019  |
| 16 | Cyberbullies        | Cyber bulli                | 1 agosto 2018    | 28 gennaio 2019  |
| 17 | Tilly Tour          | Il tour di Tilly           | 6 agosto 2018    | 29 gennaio 2019  |
| 17 | Dinner Party        | Cena in famiglia           | 6 agosto 2018    | 29 gennaio 2019  |
| 18 | Coffee Quest        | Assalto al caffè           | 8 agosto 2018    | 30 gennaio 2019  |
| 18 | Phoenix Rises       | La fuga di Phoenix         | 8 agosto 2018    | 30 gennaio 2019  |
| 19 | Blood Moon          | Luna di sangue             | 6 ottobre 2018   | 31 gennaio 2019  |
| 20 | Big Deal            | Super offerte              | 3 novembre 2018  | 6 maggio 2019    |
| 20 | Forbidden Feline    | Felino proibito            | 3 novembre 2018  | 6 maggio 2019    |
| 21 | Uncaged             | Animali allo sbando        | 11 gennaio 2019  | 7 maggio 2019    |
| 22 | Harvest Dinner      | La cena del raccolto       | 12 gennaio 2019  | 8 maggio 2019    |
| 22 | Winner Winner       | Chi la dura la vince       | 12 gennaio 2019  | 8 maggio 2019    |
| 23 | Night Bill          | Il segreto di Bill         | 19 gennaio 2019  | 9 maggio 2019    |
| 23 | Cheap Snake         | Cricket e serpi            | 19 gennaio 2019  | 9 maggio 2019    |
| 24 | Hiya Henry          | Ciao ciao Henry            | 26 gennaio 2019  | 10 maggio 2019   |
| 24 | People Watching     | Storie immaginarie         | 26 gennaio 2019  | 10 maggio 2019   |
| 25 | Valentine's Dance   | Il ballo di San Valentino  | 2 febbraio 2019  | 13 maggio 2019   |
| 25 | Green Streets       | Missione strade pulite     | 2 febbraio 2019  | 13 maggio 2019   |
| 26 | Hurty Tooth         | Dente dolente              | 9 febbraio 2019  | 14 maggio 2019   |
| 26 | Sleepover Sisters   | Sorelle di sonno           | 9 febbraio 2019  | 14 maggio 2019   |
| 27 | Trailer Trouble     | Una serata con mamma       | 16 febbraio 2019 | 15 maggio 2019   |
| 27 | Mansion Madness     | Tutti pazzi per la casa    | 16 febbraio 2019 | 15 maggio 2019   |
| 28 | Park Pandemonium    | Pandemonio al parco        | 23 febbraio 2019 | 16 maggio 2019   |
| 28 | Cricket's Biscuits  | I biscotti di Cricket      | 23 febbraio 2019 | 16 maggio 2019   |
| 29 | Skunded             | Impuzzolito                | 2 marzo 2019     | 17 maggio 2019   |
| 29 | Axin' Saxon         | Chi ha fatto fuori Saxon?  | 2 marzo 2019     | 17 maggio 2019   |
| 30 | Crickets's Place    | Casa, dolce casa           | 9 marzo 2019     | 20 maggio 2019   |
| 30 | Volunteer Tilly     | Tilly la volontaria        | 9 marzo 2019     | 20 maggio 2019   |